# طليس

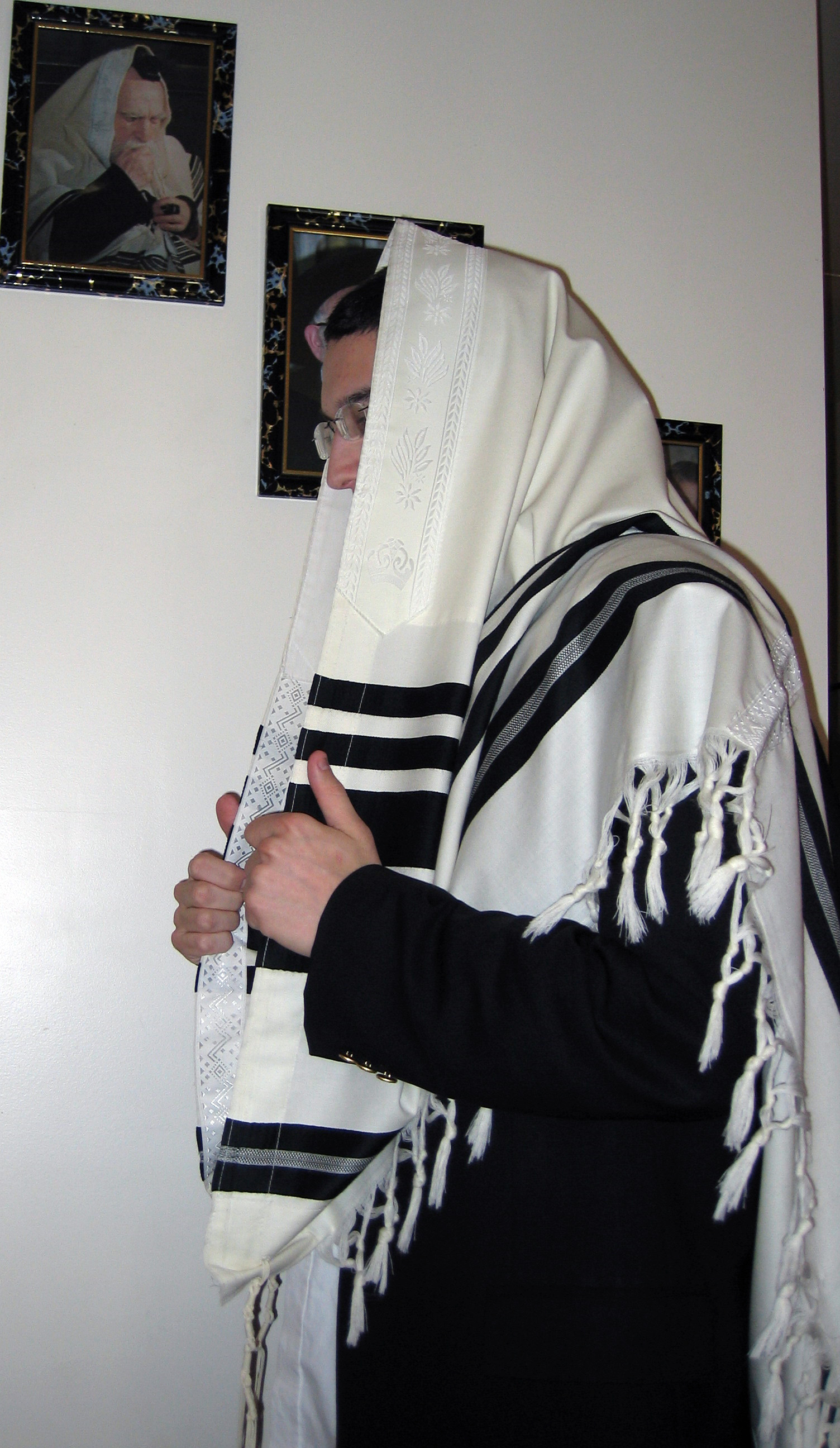
تالّيت موضوع فوق الرأس أثناء الصلاة. الهوامش ال 613 تدل على المواعض والمحرمات، التي يتوجب على كل يهودي ان يطبقها.

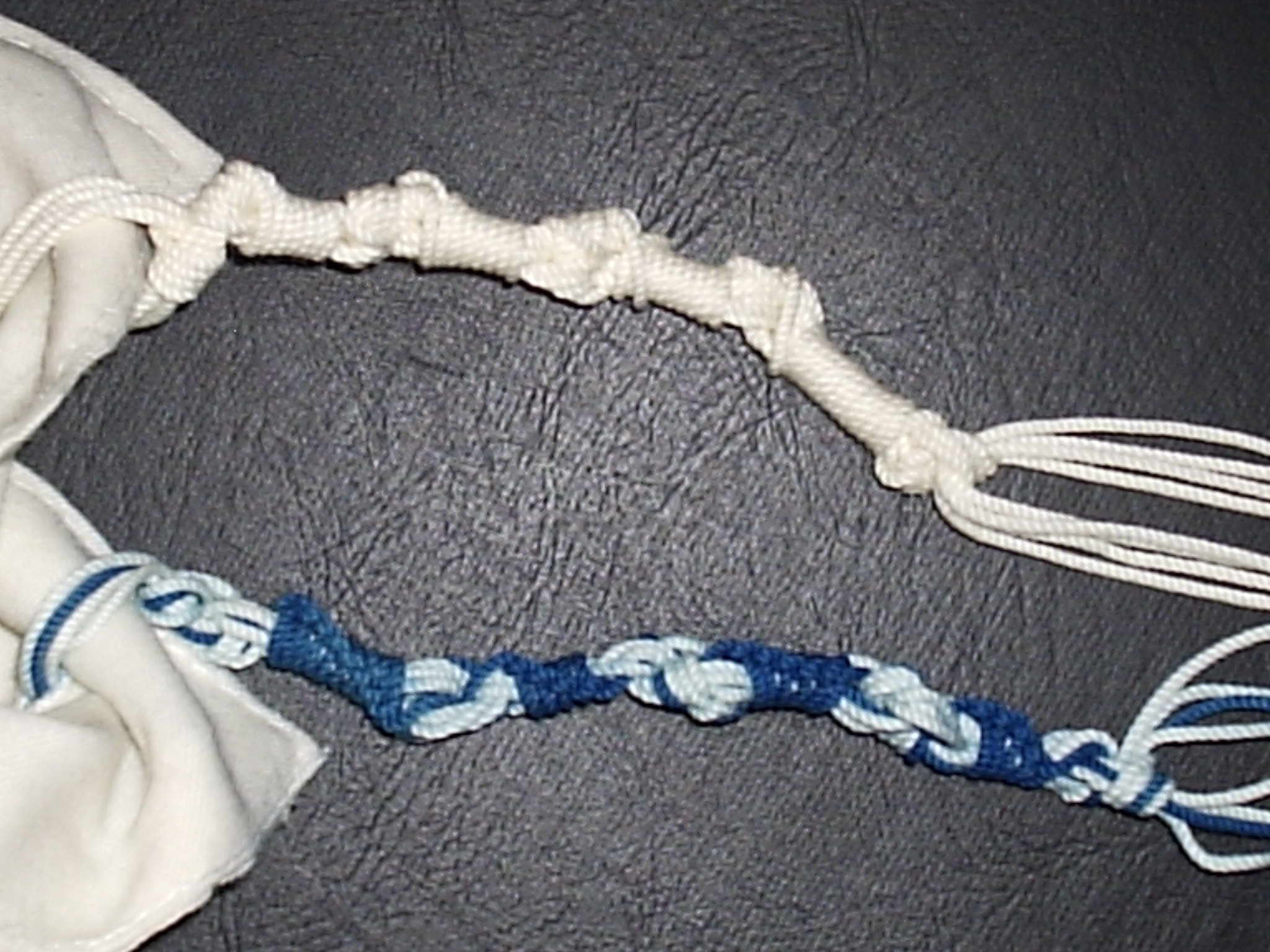
تزيتزيت.

الطَلِيْس أو الطيلسان (بالعبرية: טַלִּית) هو لباس ذو هداب يرتديه المتدينون اليهود والسامريون كشال للصلاة. وهو أحد ثياب الطقوس الدينية اليهودية إذ يرتديه بعض اليهود أثناء الصلاة ويرتديه اليهود الأرثوذكس أو الحريديم في حياتهم اليومية كلها.

## وصفه
التالّيت هو قطعة قماش مستطيلة تتكون من الصوف، القطن أو الحرير. حجمه يُراوح حوالي من 120 × 45 إلى 200 × 120 سم. عادة ما يكون لونه أبيض فاتح أو أبيض مصفر، في كثير من الأحيان ما يُزين التالّيت بشريط أسود أو أزرق. السمة المميزة للتالّيت هي التزيتزيت (بالعبرية: ציצית). هذه الأخيرة هي أربع حبال طويلة من الصوف الأبيض، التي عادة ما تكون مفتولة وبها عقد منظمة. في كل ركن من أركان التاليت الأربعة يتدلى أحد حبال التزيتزيت الأربعة بعقدها المميزة (أنظر الصورة أسفله). هذا اقتباس حرفي للوفاء بوصية موسى (سفر الأعداد)، 15، 37-41. حيث تقول الآية: انه ينبغي على المرء أن يُعلق شرابات إلى الأركان الأربعة من الملابس، حتى إذا ما رآها كل مرة، تذكر بها وصايا الله، حتى يتسنى له الوفاء بها.
في الوقت الحديث، يرتدي اليهود البالغين (فوق 13) شال الصلاة فقط أثناء صلاة الفجر. هذا ينطبق على كل من الصلاة في الكنيس والصلاة الخاصة. حسب بعض التقاليد الأشكنازية لا يرتدي التاليت سوى الرجل المتزوج والعريس. كما يكون جزءا من الهدايا، التي تهديه العروس لعريسها.

## طقوس متعلقة
يُدفن أي يهودي متدين بشال صلواته، ألا انه يتم إزالة واحدة من تزيتزيت مسبقا باعتبارها إشارة إلى أن الميت لا يحتاج لتطبيق الشريعة الدنيوية (ميتزفوت).
يرتدي الصبي اليهودي التلّيت لأول مرة يوم بار متسفا، اليوم عيد ميلاده الثالث عشر. في المجتمعات الليبرالية، ترتدي الفتاة أيضا كان شال صلاة عند احتفالها بال بات متسفا.